# Correcteur (édition, presse)
Pour les articles homonymes, voir Correcteur.

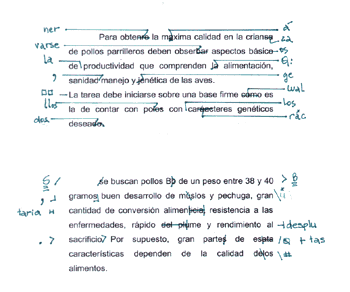
Exemple de notations manuscrites de corrections, ici en espagnol, correction de style.

Dans le domaine, entre autres, de l’édition, de la communication et de la presse, le correcteur (du latin corrector : « celui qui redresse, qui corrige ») lit et corrige les épreuves. De par ces deux fonctions indissociables, on le trouve souvent désigné en tant que « lecteur-correcteur ».

## Histoire
Le terme est utilisé en typographie dès 1531 dans les ateliers d’imprimerie, et désigne de nos jours le professionnel qui traite dans les textes les fautes d’orthographe, grammaticales, syntaxiques, orthotypographiques et sémantiques, et se charge également de la vérification des informations. Il peut être employé au féminin sous la forme « correctrice ».

## Statut
Le correcteur travaille souvent en indépendant, mais il peut également être salarié, notamment dans les grandes maisons d’édition. L'école Formacom a fermé ses portes en 2015,.

## Fonctions
Le correcteur travaille en relation avec un éditeur dans le but de publier un livre de la meilleure qualité. Il doit pour cela être doté d’une excellente maîtrise de la langue et des codes typographiques en usage en France, d'une solide culture générale et d'un fort esprit critique. Il doit effectuer plusieurs types de tâches : le nettoyage du manuscrit, pour assurer la lisibilité du texte, mais aussi la vérification des informations, des sources et de la bibliographie ainsi que la réécriture de certains passages en cas d'ambiguïté et de défaut de style. Ce professionnel se doit aussi d’exercer un regard critique sur le texte qui lui a été confié, tout en respectant le travail de l’auteur et la ligne éditoriale de la maison qui l’emploie.

### Prote
Dans une imprimerie de presse, le prote est l'agent de maîtrise qui distribue les textes aux typographes et aux linotypistes, et contrôle la mise en page et les corrections. Le prote (du grec πρῶτος, premier) est le chef d’atelier, il peut avoir plusieurs correcteurs sous ses ordres.